# Dean Drako
Dean Drako (...) è un imprenditore statunitense, fondatore di oltre cinque aziende.
È conosciuto in particolare per essere stato cofondatore, Presidente ed Amministratore Delegato della Barracuda Networks (NYSE: CUDA) dal 2003 al Luglio del 2012. Drako è inoltre un attivo angel investor.
Drako ha una laurea in Ingegneria Elettronica conseguita presso l'Università del Michigan ed una specializzazione in Ingegneria Elettronica conseguita presso l'UC Berkeley. Dal 2013 Drako è titolare di 27 brevetti, che includono brevetti sulla sicurezza di rete, protocolli di rete, circuiti digitali, software, processi biochimici ed attrezzature sportive.

## Carriera
Nel 1982, Drako fondò la sua prima azienda che proponeva un pacchetto software (nello specifico un bulletin board system) di nome T-net, usato per condividere messaggi via modem. Drako ne utilizzò i profitti per pagare la sua educazione universitaria.
Nel 1992, Drako fondò la Design Acceleration, Inc, di cui è stato Amministratore Delegato, e che ha venduto alla Cadence Design Systems nel 1999. Drako è stato anche Fondatore ed Amministratore Delegato della Boldfish e della Velosel; Boldfish fu acquisita da Siebel Systems nel 2003. Nel 2003, Drako fondò IC Manage, di cui continua ad essere Presidente ed Amministratore Delegato.
Drako ha contribuito a scrivere numerosi articoli riguardanti l'open source, big data, e progettazione system on chip.

### Barracuda Networks
Sempre nel 2003, Drako ha fondato Barracuda Networks ed ha introdotto la loro linea di prodotti anti-spam e anti-virus per la posta elettronica. Altri prodotti Barracuda lanciati durante il mandato di Drako sono: filtri web, bilanciamento del carico, archiviazione di email, e PBXs digitali.
Drako ha portato a termine 6 acquisizioni della Barracuda Networks: nel 2007, NetContinuum, un'azienda che si occupava di application delivery controller; nel 2008, BitLeap un servizio di backup basato su Cloud e 3SP, un'azienda SSL e VPN; nel 2009, Yosemite Technologies, per il backup incrementale di applicazioni; un interesse controllato in phion AG, un'azienda pubblica austriaca che offre firewall per le imprese, e Purewire Inc, un'azienda di sicurezza web, software as a service (SaaS) basata su Cloud.
Mentre era alla guida della Barracuda, Drako contribuì o supportò 16 diversi progetti open source inclusi Valgrind, Apache e la Free Software Foundation.
Drako si è dimesso dalla Barracuda Networks nel Luglio del 2012, per seguire altre imprese, pur rimanendo nel Consiglio di Amministrazione. Al tempo in cui Drako si dimise, Barracuda affermò di essere profittevole, generando centinaia di milioni di ricavi, con una crescita annua del 30% circa, e con più di 150 000 clienti.
Nel gennaio del 2014, Forbes ha stimato che le azioni Barracuda detenute da Drako hanno un valore di 340 milioni di $.

### Eagle Eye Networks
Nel Luglio del 2012, Drako fondò la Eagle Eye Networks, un'impresa di sicurezza video basata su cloud, di cui è Presidente ed Amministratore Delegato.
Nel Gennaio 2014, Drako lanciò formalmente la Eagle Eye Networks ed introdusse il loro sistema di video sorveglianza gestito su cloud. L'obiettivo principale della Eagle Eye è di "fare con la video sorveglianza quello che Dropbox ha fatto con la condivisione dei file rendendo i video più accessibili e molto più facili da utilizzare."

## Premi e riconoscimenti
Nel 1984, Dean vinse la finale del Westinghouse Science Talent Search per la sua ricerca sull'energia solare.
Nel 2007, Drako fu nominato Entrepreneur of the Year per la Nord California per Networking e Comunicazioni da Ernst & Young.
Nel 2011, durante il mandato di Drako come CEO, Barracuda Networks si posizionò al #2 posto della classifica delle 2011 Best Tech Co's to Work For in 2011 di Business Insider.
Nel 2012, Dean fu eletto Direttore del Consiglio dell'EDAC (Electronic Design Automation Consortium).
Dal 2012 al 2015, Drako ha fatto parte del Comitato Consultivo dell'Università del Michigan.
Nel 2014, Drako fu designato come relatore al Keynote della "Settimana dell'Ingegneria" alla UC Berkeley.